# Florin Popescu
Florin Popescu (Iancu Jianu, 30 augustus 1974) is een Roemeens kanovaarder.
Popescu won samen met Mitică Pricop tijdens de Olympische Zomerspelen 2000 de gouden medaille op de C-2 1000 meter en de bronzen medaille in de C-2 500 meter.

## Belangrijkste resultaten

### Olympische Zomerspelen
| Editie | Plaats | Resultaten               |
| ------ | ------ | ------------------------ |
| 2000   | Sydney | C-2 1000m C-2 500m       |
| 2004   | Athene | 4e C-2 500m 4e C-2 1000m |

### Wereldkampioenschappen vlakwater
| Jaar | Plaats      | Resultaten                                     |
| ---- | ----------- | ---------------------------------------------- |
| 1994 | Mexico-stad | C-4 500 m · C-4 1000 m                         |
| 1995 | Duisburg    | C-4 1000 m · C-4 500 m                         |
| 1997 | Dartmouth   | C-4 1000 m · C-4 500 m                         |
| 1998 | Szeged      | C-2 1000 m · C-4 500 m                         |
| 1999 | Milaan      | C-4 500 m · C-4 200 m                          |
| 2001 | Poznań      | C-4 500 m · C-2 500 m                          |
| 2002 | Sevilla     | C-4 500 m · C-2 500 m                          |
| 2003 | Gainesville | C-2 1000 m · C-4 500 m · C-2 500 m · C-4 200 m |
| 2005 | Zagreb      | C-4 500 m                                      |

1936: Jan Brzák-Felix & Vladimír Syrovátka ·
1948: Jan Brzák-Felix & Bohumil Kudrna ·
1952: Finn Haunstoft & Bent Peder Rasch ·
1956: Alexe Dumitru & Simion Ismailciuc ·
1960: Leonid Geisjtor & Sergej Makarenko ·
1964: Andrei Chimitsj & Stepan Osjtsjepkov ·
1968: Serghei Covaliov & Ivan Patzaichin ·
1972: Vladislavas Česiūnas & Joeri Lobanov ·
1976: Sergej Petrenko & Aleksandr Vinogradov ·
1980: Ivan Patzaichin & Toma Simionov ·
1984: Ivan Patzaichin & Toma Simionov ·
1988: Nicolae Juravschi & Viktor Reneiski ·
1992: Ulrich Papke & Ingo Spelly ·
1996: Andreas Dittmer & Gunar Kirchbach ·
2000: Florin Popescu & Mitică Pricop ·
2004: Christian Gille & Tomasz Wylenzek ·
2008: Aliaksandr Bahdanovitsj & Andrei Bahdanovitsj ·
2012: Peter Kretschmer & Kurt Kuschela ·
2016: Sebastian Brendel & Jan Vandrey ·
2020: Fernando Jorge & Serguey Torres